# NGC 4906
NGC 4906 ist eine 14,1 mag helle elliptische Galaxie vom Hubble-Typ „E3“ im Sternbild Haar der Berenike  am Nordsternhimmel. Sie ist schätzungsweise 337 Millionen Lichtjahre von der Milchstraße entfernt, hat einen Durchmesser von etwa 50.000 Lj und ist Mitglied des Coma-Galaxienhaufens.
Im selben Himmelsareal befinden sich u. a. die Galaxien IC 4030, IC 4033, IC 4042, IC 4044.
Das Objekt wurde  am 6. April 1864 von Heinrich Louis d’Arrest entdeckt.